# 4. bataljon (Slovensko domobranstvo)
4. bataljon je bil bataljon, ki je deloval v sestavi Slovenskega domobranstva med drugo svetovno vojno.

## Zgodovina
Bataljon je bil ustanovljen oktobra 1943 in decembra 1943 razpuščen. Sprva je bil nameščen v Logatcu, nato pa na Vrhniki.

## Poveljstvo
Poveljniki
- stotnik Vincenc Furtuna